# Río Cuenca
Der Río Cuenca ist der 25 km lange linke Quellfluss des Río Paute in der Provinz Azuay im Süden von Ecuador.

## Flusslauf
Der Río Cuenca entsteht im Nordosten des Ballungsraums Cuenca am Zusammenfluss von Río Machángara (links) und Río Tomebamba (rechts). Er strömt anfangs 12 km nach Nordosten. Die Fernstraße E35 verläuft südlich des Flusses. Der Río Burgay mündet von Norden kommend in den Río Cuenca. Dieser wendet sich anschließend nach Osten. Nun folgt die E40 dem Fluss. Drei Kilometer nördlich der Stadt Gualaceo vereinigt sich der Río Cuenca mit dem aus Süden heranströmenden Río Santa Bárbara zum Río Paute. Der Río Cuenca entwässert ein Areal von etwa 2500 km². Das Einzugsgebiet erstreckt sich über das Hochtal von Cuenca und die angrenzenden Gebirgszüge.